# Chiesa Orientale (Amsterdam)
La Chiesa Orientale (in olandese Oosterkerk) è una chiesa riformata del XVII secolo della città di Amsterdam.
La chiesa è stata costruita tra il 1669 e il 1671 dall'architetto Daniël Stalpaert e completato da Adriaan Dortsman e le campane sono opera di Pieter Hemony.
La pianta della chiesa ha la forma di una croce greca in cui lo spazio tra le braccia è stato parzialmente riempito da volumi inferiori. Sul lato che si affaccia sul canale si trova l'ingresso principale, la cui elevazione è supportata da una balaustra. La cornice dei volumi inferiori segue il rilievo delle pareti, mentre la cornice della croce greca si conforma rigorosamente alla pianta senza riconoscere le rientranze del muro.
Circa 500 persone sono sepolte nella chiesa, tra cui Adriaan Dortsman stesso.
La chiesa non è stata utilizzata per i servizi religiosi dal 1962 e da allora era andata in rovina finché non è stata restaurata negli anni '80.